# Collonges-lès-Bévy
 Collonges-lès-Bévy  là một xã ở tỉnh Côte-d’Or trong vùng Bourgogne-Franche-Comté, phía đông nước Pháp. Khu vực này có độ cao từ 310-626 mét trên mực nước biển.